# Канаш (Шемуршинський район)
Кана́ш (рос. Канаш, чув. Канаш) — селище у складі Шемуршинського району Чувашії, Росія. Входить до складу Шемуршинського сільського поселення.
Населення — 50 осіб (2010; 63 у 2002).
Національний склад:
- чуваші — 100 %